# 呂耀東
呂耀東，BBS（1955年—），香港企業家，呂志和的長子。

## 職銜
- 銀河娛樂集團執行董事
- 銀河娛樂集團董事會主席
- 嘉華國際集團有限公司董事會主席
- 嘉華國際集團有限公司執行董事

## 學歷
- 拔萃男書院
- 美國加州柏克萊大學土木工程學理學學士學位及結構工程學理學碩士學位

## 事業
呂耀東於一九七九年加入嘉華集團，自二零二五年起出任集團主席；現同時擔任銀河娛樂集團董事會主席，並分別為執行董事會、提名委員會及薪酬委員會之成員，以及企業管治委員會主席。呂耀東率領銀娛秉承「傲視世界　情繫亞洲」的服務理念，積極打造一系列創新多元旅遊休閒設施與活動，深化澳門「世界旅遊休閒中心」定位的內涵，以支持澳門經濟適度多元發展。

## 公職
- 中國人民政治協商會議第十一、十二、十三及十四屆全國委員會委員
- 香港特別行政區行政長官選舉委員會委員
- 澳門特別行政區行政長官選舉委員會委員
- 澳門旅遊大學校董會副主席
- 澳門中華總商會第七十一屆會董
- 鏡湖醫院慈善會第二十二屆名譽主席
- 中華全國歸國華僑聯合會第十一屆委員會常務委員
- 中華全國工商聯合會旅遊業商會常務理事
- 大灣區金融發展協會榮譽會長
- 澳門旅遊從業員協會永遠榮譽會長
- 團結香港基金參事

## 榮譽
- 廣州榮譽市民
- 深圳市榮譽市民
- 江門市榮譽市民
- 香港特區政府銅紫荊星章
- 澳門特區政府旅遊功績勳章
- 法國藝術與文學軍官勳章
- 八度榮膺「亞博匯五十強」榜首